# اتحادیه کمونیست‌های مقدونیه
اتحادیه کمونیست‌های مقدونیه سازمان مقدونیه اتحادیه کمونیست‌های یوگسلاوی بود. تا پیش از سال آوریل ۱۹۵۲ این اتحادیه با نام حزب کمونیست مقدونیه شناخته می‌شد.
پس از فروپاشی بلوک شرق این حزب نیز از هم پاشید و اصلی‌ترین ادامه‌دهندهٔ آن اتحادیه سوسیال دموکرات مقدونیه بود اما گروهی نیز اسم قدیمی را برگرفتند و حزب مستقل خود را تأسیس کردند. این سازمان در سال ۱۹۹۲ با نام «اتحادیه کمونیست‌های مقدونیه – جنبش آزادی» تأسیس شد.